# Intense
Intense é o quinto álbum de estúdio de trance do produtor e DJ Armin van Buuren. Foi lançado em 3 de maio de 2013. As vendas de pré-ordem começaram em 5 de abril de 2013, e This Is What It Feels Like (feat. Trevor Guthrie) foi lançado no mesmo dia.
A primeira música anunciada para estar no álbum é Waiting for the Night, com a cantora Fiora, que foi lançado em 21 de janeiro de 2013  como música tema do filme neerlandês Loving Ibiza (Verliefd op Ibiza).
A segunda música anunciada para estar no álbum é Forever is Ours, com a cantora Emma Hewitt.
A terceira música e o primeiro single oficial a ser lançado é This Is What It Feels Like, com o cantor e compositor canadense Trevor Guthrie, a ser lançado em 7 de abril. O seu videoclipe foi lançado em 17 de março.
Em 5 de abril a lista de faixas de Intense foi anunciada por Armin van Buuren.

## Faixas[6]
| N.º            | Título                                              | Duração |  |
| 1.             | "Intense" (feat. Miri Ben-Ari)                      | 8:47    |  |
| 2.             | "This Is What It Feels Like" (feat. Trevor Guthrie) | 3:23    |  |
| 3.             | "Beautiful Life" (feat. Cindy Alma)                 | 6:08    |  |
| 4.             | "Waiting For The Night" (feat. Fiora)               | 3:04    |  |
| 5.             | "Pulsar"                                            | 6:31    |  |
| 6.             | "Sound Of The Drums" (feat. Laura Jansen)           | 3:55    |  |
| 7.             | "Alone" (feat. Lauren Evans)                        | 4:04    |  |
| 8.             | "Turn This Love Around" (vs. NERVO feat. Laura V.)  | 5:22    |  |
| 9.             | "Won’t Let You Go" (feat. Aruna)                    | 6:35    |  |
| 10.            | "In 10 Years From Now"                              | 0:56    |  |
| 11.            | "Last Stop Before Heaven"                           | 6:27    |  |
| 12.            | "Forever Is Ours" (feat. Emma Hewitt)               | 6:41    |  |
| 13.            | "Love Never Came" (feat. Richard Bedford)           | 7:00    |  |
| 14.            | "Who’s Afraid of 138?!"                             | 5:49    |  |
| 15.            | "Reprise" (feat. Bagga Bownz)                       | 3:12    |  |
| Duração total: | Duração total:                                      | 79:11   |  |

| iTunes bonus tracks |                                                               |         |  |
| N.º                 | Título                                                        | Duração |  |
| 16.                 | "Humming The Lights" (Por Armin van Buuren apresentando Gaia) | 6:57    |  |
| Duração total:      | Duração total:                                                | 86:08   |  |